# Людина, що біжить (роман)
«Людина, що біжить» або «Переслідуваний» (англ. The Running Man) — роман американського письменника Стівена Кінґа (під псевдонімом Річард Бахман) в жанрі наукової фантастики 1982 року. У 1985 році його було опубліковано в антології «Книги Бахмана».
Дія роману відбувається в антиутопічних Сполучених Штатах 2025 року де існує реаліті-шоу під назвою «Людина, що біжить». Молодий бідний чоловік Бен Річардз вирішує взяти в ньому участь заради грошей для своєї родини. Йому потрібно протриматися живим упродовж місяця; або, принаймні, якомога довше.
Книга поділена на 101 розділ, які викладені в зворотному відліку. Перший розділ має назвою «100 проти 100», наступний «99 проти 100» і т. д. Останній розділ — «Мінус 000 і підрахунок», або просто «000».

## Сюжет
У 2025 році світова економіка перебуває в глибокій кризі, а США стали тоталітарною антиутопією. 28-річний Бен Річардз, збіднілий житель вигаданого міста Кооператив, не може знайти роботу, оскільки його занесли до «чорного списку». Його важкохвора донька Кеті потребує ліків, а його дружина Шейла вдається до проституції, щоб заробити хоч трохи грошей для родини. У відчаї Річардз звертається до урядової телевізійної станції «Games Network», яка показує жорстокі реаліті-шоу. Пройшовши суворе фізичне та інтелектуальне тестування, Річардзу вдається записатися в учасники найпопулярнішого та найнебезпечнішого шоу «Людина, що біжить». Він зустрічає Дена Кілліана, виконавчого продюсера програми, режисера Фреда Віктора ведучого і Боббі Томпсона, від яких довідується які небезпеки чекають попереду.
Шоу полягає в тому, що одна людина обирається об'єктом полювання іншими учасниками. Її оголошують «ворогом держави» та дають 12 годин для того, щоб придбати речі на свій розсуд і сховатися будь-де на території США. Потім команда мисливців вирушає на пошуки жертви. За кожну годину життя жертва отримує 100 доларів і додаткові 100 доларів за кожного вбитого правоохоронця чи мисливця. Двічі на день потрібно звітувати про свій стан, записуючи відео на портативну відеокамеру, та відсилати звіт на відеокасетах поштою у «Games Network». Якщо цього не зробити, то прожитий день не буде зарахований. Кошти в разі загибелі будуть перераховані рідним жертви. Головний приз — 1 мільярд доларів, присуджується, якщо жертва проживе 30 днів до кінця гри. Глядачі можуть отримати грошову винагороду за те, що повідомлять «Games Network» про місцезнаходження жертви.
Кілліан стверджує, що головний приз ще ніхто не виграв і навряд чи комусь це вдасться. Річардз просто сподівається, що зможе протриматися достатньо довго, щоб забезпечити хороше життя своїй родині.
На початку гри Річардз отримує маскування та фальшиві документи. Він подорожує до Нью-Йорка, а потім до Бостона. У Бостоні його вистежують мисливці, і він ледве втікає, влаштувавши вибух у підвалі будівлі YMCA, у результаті якого загинуло п'ятеро поліцейських. Крізь каналізацію він проникає в убоге міське гетто, де знаходить притулок у бандита Бредлі Трокмортона з його родиною. Річардз дізнається від Бредлі, що повітря сильно забруднене і бідняки не можуть самотужки покращити своє становище. Бредлі також каже, що «Games Network» існує лише для відволікання громадськості від катастрофічного стану США. Річардз намагається розповісти це в своєму повідомленні, але виявляє, що «Games Network» редагує аудіодоріжку, замінюючи його правдиві слова лайкою.
Бредлі контрабандою переправляє Річардза повз державний контрольно-пропускний пункт до Манчестера, штат Нью-Гемпшир, де той переодягається напівсліпим священиком. Крім того, Бредлі надає Річардзу набір марок для відеокасет, які не дозволять організаторам гри відстежити його за поштовими штампами. Проводячи три дні в Манчестері, Річардз дізнається, що одного учасника нещодавно вбили, і йому сниться, що Бредлі зрадив його після тортур. Він їде до сховку друга Бредлі в Портленді, штат Мен, але про нього повідомляє мати власника. Коли поліція та мисливці наближаються до сховку, Річардза ранять, але йому вдається втекти та виспатися на покинутому будівельному майданчику. Наступного ранку, домовившись про відправку своїх відеозаписів, Річардз викрадає жінку на ім'я Амелія Вільямс і бере її в заручниці. Попередивши ЗМІ про свою присутність, він прямує до аеропорту в Деррі. Поліція намагається спіймати Річардза, але він проникає на борт літака повз полісменів і головного мисливця, Евана Маккоуна, погрожуючи підірвати вибухівку, якої насправді не має. До цього часу Річардз стає рекордсменом у грі, проживши 8 днів і 5 годин.
Річардз бере Маккоуна та Амелію в заручники та змушує пілотів вести літак низько над населеними районами, щоб уникнути збиття ракетами. Однак Кілліан розповідає, що в Річардза немає вибухівки, інакше бортова система безпеки її виявила б. Несподівано Кілліан пропонує Річардзу стати головним мисливцем. Річардз не наважується прийняти пропозицію, стурбований тим, що його сім'ї тоді захочуть помститися рідні наступних жертв. Потім Кілліан повідомляє йому, що Шейла та Кеті були випадково вбиті трьома зловмисниками понад десять днів тому, ще до того, як Річардз вперше з'явився в шоу. Кілліан дає йому трохи часу, щоб ухвалити рішення.
Річардз бачить уві сні свою вбиту родину та жахливе місце злочину. Не маючи нічого втрачати, він передзвонює Кілліану та приймає пропозицію. Ставши головним мисливцем, він убиває екіпаж і Маккоуна, але той встигає смертельно його поранити. Річардз дозволяє Амелії стрибнути з літака з парашутом, а потім з останніх сил спрямовує літак у хмарочос штаб-квартири «Games Network».
Літак врізається у хмарочос, в результаті чого Річардз і Кілліан гинуть. Роман закінчується описом: «Вибух був жахливим, освітив ніч, наче гнів Божий, і за двадцять кварталів від нього пролився вогонь».

## Видання
- ISBN 978-0-606-03907-9 (1982)
- ISBN 978-0-451-19796-2 (1999, репринт)
- ISBN 978-2-277-22694-9 (в паперовій обкладинці)
- ISBN 0-451-15122-4 (в паперовій обкладинці)

## Український переклад
Українською мовою роман вперше було опубліковано 1991 року в часописі «Всесвіт» під назвою «Переслідуваний». Переклад виконав Віктор Ружицький, ілюстрації зробила Ірина Заруба.
Переклад твору випускався протягом трьох номерів, а саме:
- 1991, № 09 (753) — 33 розділи
- 1991, № 10 (754) — 32 розділи
- 1991, № 11 (755) — 36 розділів

В 2023 році роман був виданий Клубом сімейного дозвілля (КСД) в одній книзі з іншим романом «Схудлий». Переклад Олени Любенко та Анастасії Рогозої.

## Адаптації
Роман був екранізований під назвою «Людина, що біжить» у 1987 році, головну роль зіграв Арнольд Шварценеггер. Незважаючи на назву, сюжет фільму був вільно адаптований сценаристом, тому можна вважати, що ця адаптація є фільмом за мотивам роману. На основі фільму було випущено відеогру.
У лютому 2021 року було оголошено, що нова екранізація роману перебуває в розробці, режисером якої стане Едгар Райт. У квітні 2024 року стало відомо, що Ґлен Пауелл зіграє головну роль у проєкті, який вийде на екрани 21 листопада 2025 року.